# Bão Marco (2008)
Bão Marco là cơn xoáy thuận nhiệt đới nhỏ nhất từng được ghi nhận và là cơn bão được đặt tên thứ 13 trong mùa bão Bắc Đại Tây Dương 2008. Marco hình thành từ 1 vùng áp thấp rộng ở vùng Tây Bắc Caribe vào cuối tháng 9 năm 2008. Chịu ảnh hưởng từ 1 sóng nhiệt đới vào ngày 4 tháng 10, 1 vùng tâm xoáy tầm thấp được hình thành trên khu vực Belize. Sau khi vượt qua vùng phía Nam của Bán đảo Yucatán và đi vào Vịnh Campeche, vùng áp thấp mạnh lên thành Áp thấp nhiệt đới Thirteen sáng sớm ngày 6 tháng 10. Áp thấp nhiệt đới nhanh chóng mạnh lên thành bão nhiệt đới và được đặt tên là "Marco" cùng ngày sau đó. Marco đạt cường độ tối đa sáng sớm ngày 7 tháng 10 với sức gió đạt 100 km/h. Vào thời điểm nay, trường gió của bão có bán kính khoảng 18,5 km tính từ tâm bão, khiến Marco trở thành xoáy thuận nhiệt đới nhỏ nhất được ghi nhận. Vào khoảng 12:00 UTC, Marco đổ bộ khu vực đất liền gần Misantla, Veracruz. Cơn bão nhanh chóng suy yếu sau khi đổ bộ và tan sau đó cùng ngày. Do có kích thước nhỏ, Marco chỉ gây thiệt hại nhẹ; tuy nhiên, các trận mưa to của bão đã gây lũ lụt lên tới 3,05 m khiến các xa lộ bị chìm trong nước và làm hư hại nhà cửa.

## Lịch sử khí tượng
Bão Marco hình thành từ 1 vùng áp thấp rộng tại khu vực Tây Bắc Carribe vào cuối tháng 9 năm 2008. Vào ngày 4 tháng 10, 1 sóng nhiệt đới di chuyển tới khu vực này, và hệ thống đã hình thành 1 tâm xoáy trên khu vực Belize. Sự hình thành của vùng thấp ban đầu bị cản trở do có khoảng cách gần với đất liền. Khi mà vùng thấp tiến gần tới Vịnh Campeche, các dòng đối lưu nhanh chóng hình thành xung quanh nó. Vào lúc 00:00 UTC ngày 6 tháng 10, vùng thấp được nâng cấp lên thành Áp thấp nhiệt đới Thirteen khi đang ở khu vực Laguna de Términos. 1 rãnh áp cao trung tâm ở phía Bắc của áp thấp đã làm nó di chuyển theo hướng Tây - Tây Bắc. Các nhà dự báo cho rằng áp thấp này sẽ mạnh lên trước khi đổ bộ do nó đã hình thành một dòng khí di chuyển ra ngoài ổn định, và tồn tại 1 vùng gió đứt thấp cùng với nhiệt độ bề mặt biển cao trên đường đi chuyển của áp thấp. Tới 12:00 UTC, áp thấp nhiệt đới được nâng cấp thành Bão nhiệt đới Marco, một xoáy thuận nhỏ với vùng mây rộng không quá 137 km.
Điều kiện thuận lợi giúp bão Marco nhanh chóng mạnh lên trong ngày 6 tháng 10. Đến sáng sớm hôm sau, bão Marco đạt cường độ mạnh nhất là 105 km/h và áp suất thấp nhất đạt 998  hPa. Các dữ liệu này có được nhờ 1 nhiệm vụ theo dõi bên trong bão Marco bằng máy bay, ghi nhận được sức gió tại độ cao của máy bay là 110 km/h, tương ứng với vận tốc gió bề mặt là 98 km/h. Sau khi mạnh lên nhanh chóng, các nhà dự báo để ngỏ khả năng bão Marco tiếp tục mạnh lên thành một bão cuồng phong trước khi đổ bộ đất liền. Cơn bão duy trì 1 vùng nhỏ dòng khí đối lưu cao, có đường kính trung bình khoảng 14,8 km và tiếp tục di chuyển theo hướng Tây - Tây Bắc. Ngay sau khi đạt cường độ mạnh nhất, bán kính vùng gió mạnh của bão đạt 18,5 km tính từ tâm bão. Vào lúc 12:00 UTC, tâm bão Marco đổ bộ đất liền gần Misantla, Veracruz, với sức gió đạt 105 km/h. Sau khi đổ bộ, Marco nhanh chóng suy yếu, và trở thành 1 áp thấp nhiệt đới 6 giờ sau đó. Vùng áp thấp nhỏ này đã tan sau đó cùng ngày trên vùng núi Mexico.

## Chuẩn bị và tác động

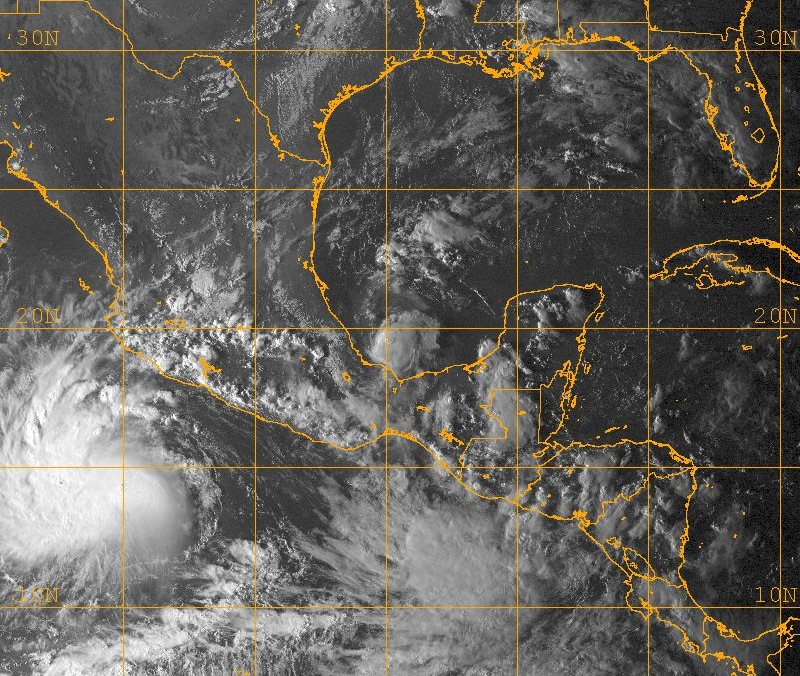
Bão Marco (giữa), Norbert (bên trái dưới cùng), và vùng thấp sau đó trở thành Odile (dưới cùng) vào ngày 6 tháng 10.

Sau khi bão hình thành, Chính phủ Mexico đã đưa ra cảnh báo bão nhiệt đới cho vùng biển Vịnh Mexico từ Tuxpan tới Punta El Lagarto. Trong chiều cùng ngày chính phủ cũng đã ban bố cảnh báo theo dõi bão cuồng phong với vùng biển giữa Cabo Rojo và Veracruz, và mở rộng cảnh báo bão nhiệt đới lên phía Bắc tới Cabo Rojo. Các trường học được cho đóng cửa và 200 nơi tránh trú bão được mở ra. Ước tính khoảng 3.000 người đã phải sơ tán khỏi những nơi trũng thấp dọc bờ biển. Các binh sĩ quân đội phải sử dụng xe buýt trường học để chở người dân tới nơi sơ tán. Bão Marco hình thành tại khu vực dầu mỏ chính của Mexico, khiến 33 công nhân từ 4 giàn khoan dầu phải sơ tán. 6 giếng khoan dầu và nhà máy xử lý khí tự nhiên cũng phải đóng cửa tại Veracruz. Bộ Thông tin và Vận tải Mexico cũng đã ra lệnh các cảng biển Nautla và Alvarado không tiếp nhận thêm các tàu thuyền nhỏ để đề phòng thiệt hại.

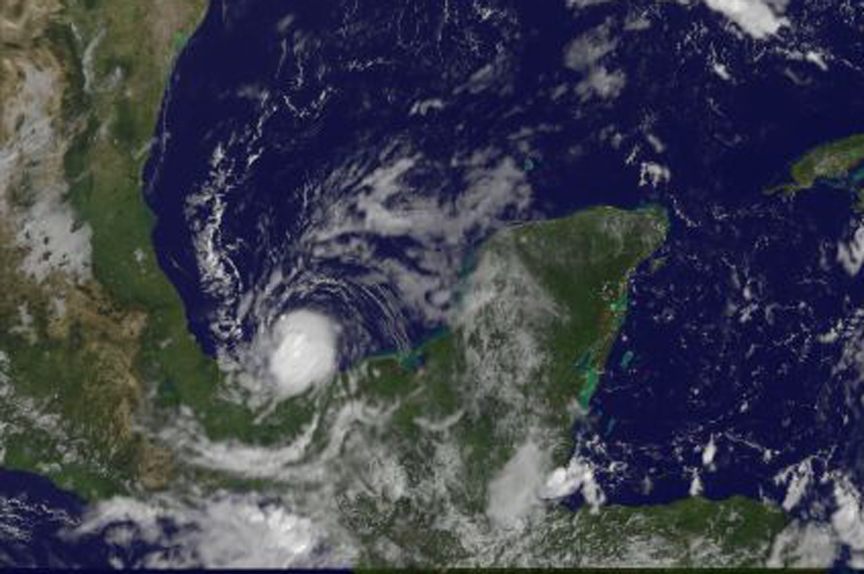
Marco ngay sau khi trở thành bão nhiệt đới ngày 6 tháng 10

Khi đổ bộ, bão gây mưa to với lượng mưa đạt cao nhất 201 mm tại El Pujal, San Luis Potosí gây lũ lụt tại một số thị trấn ven biển gần Veracruz khiến người dân phải di tản lên vùng đất cao. Mưa do bão Marco làm phức tạp thêm tình hình lũ tại những khu vực trước đó đã phải chịu lũ lụt nặng nề. Theo 1 khảo sát về thiệt hại sau bão ở Veracruz, 2 con sông Quilate và Tenoch đã tràn đê do lượng mưa lớn từ bão Marco. 1 trong 2 con sông này đã khiến 2 thị trấn Minatitlan và Hidalgotitlan ngập trong nước lũ cao 3 m. Các đường xa lộ dọc bờ biển Veracruz cũng bị ngập. 250 ngôi nhà khác cũng bị ngập do nước lũ tràn vào bờ từ 1 con sông và 1 hồ gần đó. 13 đô thị tại Veracruz đã chịu ảnh hưởng bởi Marco. Tại Vega de Alatorre, 77 người đã phải sơ tán tới các khu tránh bão gần kề sau khi nhà của họ ngập trong nước lũ. 3 trận lở đất cũng được ghi nhận tại Misantla Colipa nhưng không gây thiệt hại gì. Nói chung, thiệt hại do bão Marco không lớn, chỉ gây hư hại nhẹ, và trong số khoảng 400.000 người dân không có ai bị thương.
Sau bão Marco, Ban Điều phối Bảo vệ Công dân của Bộ Nội vụ đã ban bố tình trạng khẩn cấp cho 48 đô thị tại Veracruz. Các hàng hóa cứu trợ được vận chuyển tới khu vực bị ảnh hưởng cho tới ngày 9 tháng 10. Chính phủ Mexico thống kê rằng 4.700 chiếc chăn, 2.900 tấm đệm, 5.554 chai nước (mỗi chai chứa 500 ml), 260.000 hộp sữa, 250.000 gói bánh quy và 12.400 thùng dụng cụ học tập đã được phân phát.

## Xoáy thuận nhiệt đới nhỏ nhất
Vào lúc 00:52 UTC ngày 7 tháng 10, sức gió của Marco vươn xa khỏi tâm bão khoảng 18,5 km khiến Marco trở thành xoáy thuận nhiệt đới nhỏ nhất từng được ghi nhận, vượt qua kỷ lục trước đó của Bão Tracy vào ngày 24 tháng 12 năm 1974 với sức gió trong khoảng 48 km.